# 马来亚大学中文系

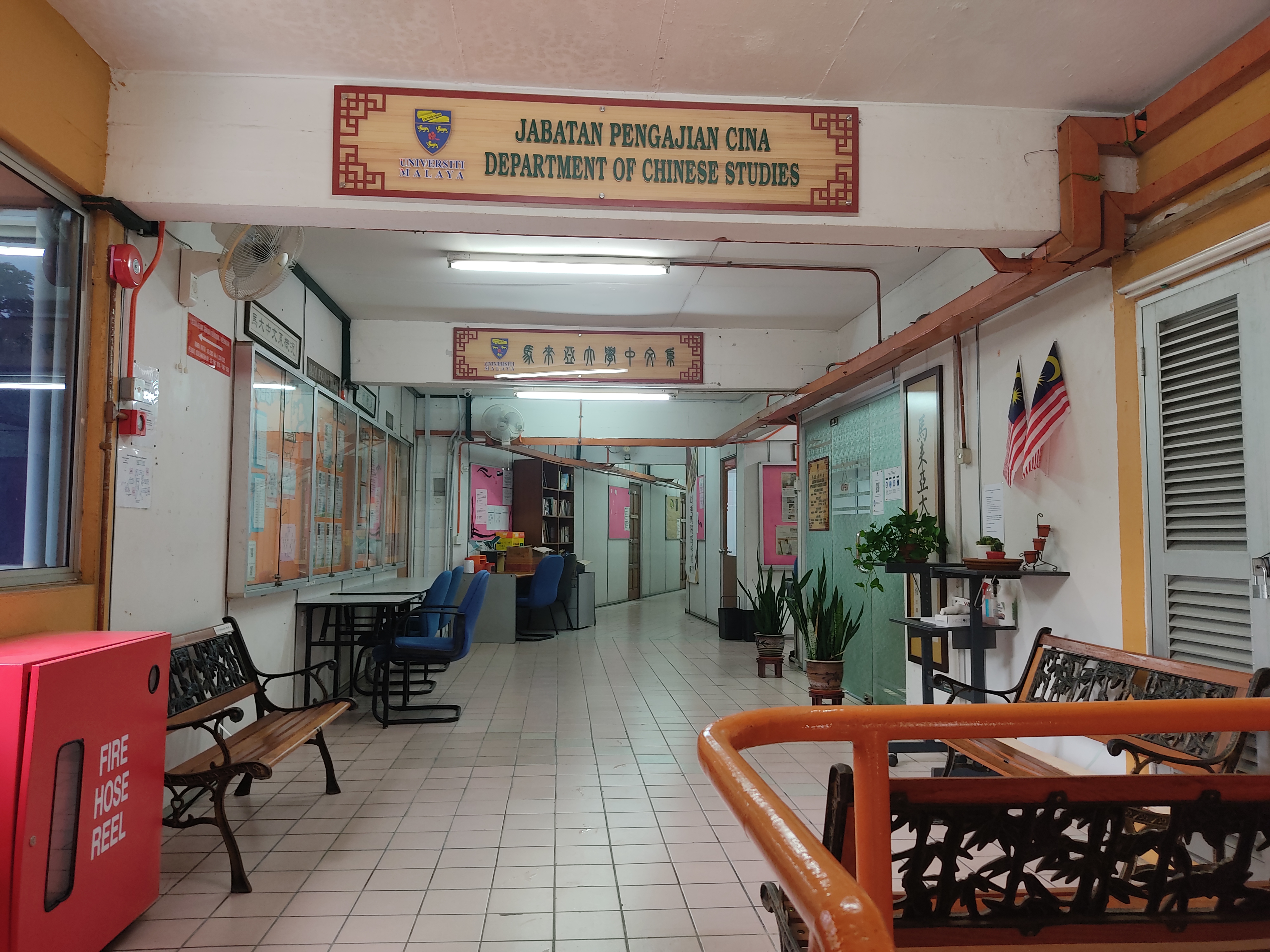
马大中文系外观，位于I04大楼的二层

马来亚大学中文文学系，简称马大中文系，是马来亚大学文学与社会科学学院下属的一个系，始建于1963年。中文系也是马来西亚汉语言文学研究领域的的顶尖人才培养基地。马大中文系成立至今，已培养超过3,500名主修和副修学生，130多名硕士研究生以及20多名博士研究生。马大中文系重视学术研究，定期出版学术论文集，即“马大华人文学与文化学刊”与“汉学研究学刊”。系常年举办的活动有新学年迎新周、文学双周及各类研讨会、学术讲座、座谈会、校外课程等。

## 创办原则及宗旨
- （一）保存、传授及发扬中华文化
- （二）翻译中国经典以助友族了解中华文化
- （三）提升马来西亚汉学研究学术水平，贡献社会

## 历史沿革
1961年，马来亚大学当局议决设立中文系。时任马大副校长拿督奥本馨博士赴英国与剑桥大学副校长商讨设立中文系，并得到英国剑桥大学推荐的郑德坤博士协助。1961年2月23日，由马大副校长主持的马大评议会批准文学院设立汉学系（Department of Chinese Studies，译成中文系，一直延用至今）。1962年中文系，并在1963年正式开课，招收了第一批学生。中文系的课程除学习中国经典外，亦着眼于东南亚当今社会的需要，以建立马来西亚国家为目标。因此，课程分为两类：一类是为具有华文基础的学生开设汉语言文学类课程（A组：语言文学）；二是为没有中文基础的学生提供正规的汉学课程（B组：社会与文化）。A组课程以中文和中華民國國語提供。包括现当代文学、古代文学、历代文集、语言学、马华文学等24门课程以中文授课和考查。学生可以选择部分中文课程，如华人宗教、中国历史、中国文学潮流、时事评论、中国企业文化等。B组课程开设四个阶段的汉语课程，同时开设一些社会文化课程，如：中国社会研究、中国历史、东南亚华人研究、翻译等。随着时代的变迁，中文系的课程与时俱进，不断完善，以适应时代的要求。

## 历任系主任
姓名（任期）
1. 王賡武教授（1963年1月－1963年4月，代）
2. 傅吾康教授（1963年5月－1964年1月，代）
3. 何丙郁教授（1964年2月－1968年3月，代）
4. 曾咏心讲师（1968年4月－1968年11月，代）
5. 何丙郁教授（1968年12月－1973年4月）
6. 吴天才讲师（1972年3月－1972年5月，代）
7. 洪天賜讲师（1973年5月－1973年7月，代）
8. 吴天才讲师（1973年8月－1975年5月）
9. 洪天赐讲师（1975年6月－1977年2月）
10. 俞王纶讲师（1977年3月－1978年3月）
11. 吴天才副教授（1978年4月－1981年12月）
12. 杨清龙讲师（1982年1月－1982年3月，代）
13. 郑良树副教授（1982年4月－1982年7月）
14. 陈徽治讲师（1982年8月－1983年5月，代）
15. 郑良樹副教授（1983年6月－1984年3月）
16. 洪天赐教授（1984年4月－1987年5月，代）
17. 陈志明副教授（1987年6月－1988年4月）
18. 洪天赐教授（1988年5月－1988年10月）
19. 林长眉副教授（1988年11月－1989年7月）
20. 洪天赐教授（1989年8月－1991年11月）
21. 钟玉莲副教授（1991年12月－1992年4月，代）
22. 钟玉莲副教授（1992年5月－1999年10月）
23. 苏庆华副教授（1999年11月－2001年10月）
24. 陈徽治副教授（2001年11月－2005年12月）
25. 苏庆华副教授（2006年1月－2006年8月）
26. 张丽珍副教授（2006年9月－2006年9月，代）
27. 张丽珍副教授（2006年10月－2009年4月）
28. 苏庆华副教授（2009年5月－2011年8月）
29. 祝家丰高级讲师（2011年9月－2012年1月）
30. 苏庆华副教授（2012年2月－2013年6月）
31. 祝家丰高级讲师（2013年6月－2015年8月）
32. 潘碧华副教授（2015年9月－）

## 知名人物
- 陈广才，前马来西亚交通部长，马来亚大学中文系毕业生协会（中协）名誉会长。[3]
- 何国忠，现中文系客席教授，前马来西亚高等教育部第一副部长。[4]